# Lovely Sweet Heart
《Lovely Sweet Heart》는 2008년 5월 29일 발매된 씨야의 2집 정규 음반이다.

## 특징
씨야 2집 앨범의 타이틀 곡은 《사랑의 인사》이다. 이는 동명의 곡인 《엘가의 사랑의 인사》를 샘플링하여 클래식 선율과 어쿠스틱한 악기 편성으로 낭만적인 정취를 한껏 살린 곡이다. 기존 히트곡들과는 사뭇 다른 창법과 분위기의 곡이기도 하다. 《너는 내 남자》는 조영수가 작곡한 곡으로 트로트 형식이라는 점이 색다르게 평가받았다.
씨야의 2집 앨범에는 이외에도 씨야의 트레이드 마크인 미디엄 템포 곡인 《어떻게 널 잊겠니》, 귀여운 가사와 보이스로 사랑을 고백하는 내용의 《결혼할까요》, 남규리의 발랄한 댄스곡인 《Summer Dream》, 섹시한 보컬이 돋보이는 《Dirty Dancing》 등 씨야의 다양한 매력을 발휘한 곡들이 수록되어 있다.

## 뮤직 비디오
《사랑의 인사》의 뮤직 비디오는 이요원과 조현재가 출연하였다. 뮤직 비디오의 내용은 신분을 초월한 사랑이 배경이 되었으며, 《얼음 인형》의 뮤직 비디오를 이것의 속편으로 하여 전생과 현생을 초월한 운명적인 사랑을 나타내었다.
《결혼할까요》의 뮤직 비디오는 씨야 멤버 모두가 직접 출연하였다.

## 순위 및 수상 기록
- Mnet 《M! Countdown》
  - 2007년 7월 5일 1위 - 《사랑의 인사》
  - 2007년 8월 30일 1위 - 《결혼할까요》

- SBS 《인기가요》 "뮤티즌 송"
  - 2007년 7월 15일 수상 - 《사랑의 인사》

## 판매량
| 기준       | 판매량 | 누적 판매량 | 순위       |
| ---------- | ------ | ----------- | ---------- |
| 2007년 5월 | 21,519 | 21,519      | 3          |
| 6월        | 17,911 | 39,430      | 4          |
| 7월        | 9,239  | 48,669      | 7          |
| 8월        | 3,394  | 52,063      | 14         |
| 9월        | 1,125  | 53,586      | 32         |
| 10월       | 27,807 | 81,393      | 4          |
| 11월       | 330    | 81,723      | 50위 권 밖 |
| 누적       | 81,723 | 81,723      | 5          |

## 곡 목록
| #   | 제목                    | 작사   | 작곡           | 재생 시간 |
| --- | ----------------------- | ------ | -------------- | --------- |
| 1.  | 사랑의 인사             | 황성진 | 김도훈, 이상호 | 4:30      |
| 2.  | 결혼할까요              | 안영민 | 조영수         | 4:15      |
| 3.  | 너는 내 남자            | 안영민 | 조영수         | 3:30      |
| 4.  | Dirty Dancing           | 최갑원 | 김도훈         | 3:58      |
| 5.  | 어떻게 널 잊겠니        | 민명기 | 민명기         | 4:16      |
| 6.  | 사랑아                  | 한성호 | 한성호         | 4:21      |
| 7.  | 그 사람이 나를 사랑해요 | 민명기 | 민명기         | 4:17      |
| 8.  | Summer Dream            | 최갑원 | 김도훈         | 4:15      |
| 9.  | 사랑이 간다             | 강은경 | 박해운         | 2:51      |
| 10. | 감동을 주세요           | 안영민 | 안영민         | 4:05      |
| 11. | 얼음인형                | 김현아 | 조영수         | 3:35      |
| 12. | 순애보                  | 민명기 | 민명기         | 4:55      |
| 13. | 남                      | 안영민 | 안영민         | 3:55      |

## 기타
- 3번째 곡인 《너는 내 남자》는 《사랑이 좋아》라고도 부른다.
- 4번째 곡인 《Dirty Dancing》의 가사가 문제가 되어 앨범의 구입 연령이 19세로 판정되었다.
- 13번째 곡인 《남》은 팬들이 직접 정한 제목이다.